# Dictyonia
Dictyonia — рід грибів родини Helotiaceae. Назва вперше опублікована 1904 року.

## Класифікація
До роду Dictyonia відносять 2 види:
- Dictyonia lophirae
- Dictyonia pouronmae